# Bartek Kaminski
Bartek Kaminski, także Bartek Obuchowicz-Kaminski (ur. 1977 w Golubiu-Dobrzyniu) – norweski aktor i reżyser polskiego pochodzenia.

## Życiorys
Urodził się w Polsce. W 1983 roku, jako dziecko, przeprowadził się z rodziną na stałe do Kristiansand w Norwegii. Studiował w Państwowej Wyższej Szkole Teatralnej w Oslo (Statens Teaterhøgskole) w latach 1999–2002. Występował w wielu teatrach norweskich, m.in. Rogaland Teater, Oslo Nye Teater, Teatrze Norweskim i Teatrze Narodowym w Oslo. Popularność przyniosła mu główna rola w serialu Walka o byt (Kampen for tilværelsen). Był za nią dwukrotnie nominowany do nagrody branży telewizyjnej Gullruten, w kategorii „najlepszy aktor” (2015, 2016). W 2016 został nominowany do nagrody teatralnej Heddaprisen dla najlepszego aktora drugoplanowego w sztuce Tilnærma lik, wystawionej przez Teatr Norweski w Oslo.

## Filmografia
aktor
- 2003: Play jako Bartek
- 2006: Uro jako strażnik[1]
- 2007: Hjerte til hjerte (serial TV) jako Thomas (sezon 1)
- 2008: Max Manus jako policjant[1]
- 2014–2015: Walka o byt (Kampen for tilværelsen, serial TV) jako Tomasz Novak[2]
- 2017: Vikingane (serial TV) jako Smed (sezon 2)[1]
- 2018: Side om side (serial TV, sezon 6, odc. 5)
- 2020: Ambassadøren (serial TV) jako Andreas
- 2020: Neste sommer (serial TV) jako Bengt (sezon 7, odc. 12)
- 2022: Ida tar ansvar (serial TV) jako tata (sezon 1, odc. 3)
- 2024: Neste sommer (serial TV) jako Bengt (sezon 13, odc. 2)

norweski dubbing
- 2020: Knutsen & Ludvigsen 2 - Det store dyret jako św. Piotr

## Reżyser teatralny
- 2014: Bordet fullt! (Chat Noir Teater)[1]
- 2021: Kunsten å rane en bank (Rogaland Teater)[5]
- 2023: Vi betaler ikkje! Vi betaler ikkje! (Det Norske Teatret)[6]